# Margarete Mitscherlich
Margarete Mitscherlich-Nielsen, geb. Nielsen (* 17. Juli 1917 in Gravenstein; † 12. Juni 2012 in Frankfurt am Main) war eine deutsche Psychoanalytikerin, Ärztin und Autorin zahlreicher Bücher.
Mitscherlich schrieb gemeinsam mit ihrem Ehemann, dem Arzt und Psychoanalytiker Alexander Mitscherlich, das Buch Die Unfähigkeit zu trauern, das 1967 Diskussionen auslöste. Darin untersuchten sie am Beispiel der nationalsozialistischen Vergangenheit Deutschlands und der unzulänglichen Auseinandersetzung und Bewältigung in der Adenauer-Ära die Abwehrhaltung des Einzelnen und der Masse gegenüber Schuld und Mitschuld an politischen Verbrechen. Die fehlende Trauer bezogen die Mitscherlichs zunächst auf den Verlust des eigenen „Ich-Ideals“, den die Anhänger Hitlers 1945 erlitten hätten.

## Leben

### Jugend und Ausbildung, 1917–1951
Margarete Nielsen wurde als Tochter eines dänischen Landarztes und einer deutschen Schulrektorin in Gravenstein, Schleswig-Holstein (seit 1920 Gråsten, Dänemark) geboren. Nach dem Abitur in Flensburg studierte sie Medizin und Literatur an der Ludwig-Maximilians-Universität München und der Ruprecht-Karls-Universität Heidelberg.
1947 lernte die 30-jährige den neun Jahre älteren, verheirateten Psychoanalytiker und Sozialpsychologen Alexander Mitscherlich an der von ihm geleiteten psychosomatischen Klinik in Heidelberg kennen, und gebar 1949 den gemeinsamen Sohn. Sie promovierte 1950 an der Eberhard Karls Universität Tübingen.
1951 begann Nielsen ihre psychoanalytische Ausbildung an der psychosomatischen Klinik, die sie in Stuttgart und London fortsetzte.

### Heirat und Forschung, 1955–1976
Nielsen und Mitscherlich heirateten 1955. Damals untersuchten beide gemeinsam den Massenwahn zur Zeit des Nationalsozialismus.
1967 zog das Ehepaar nach Frankfurt am Main, wo Mitscherlich-Nielsen fortan am 1960 gegründeten Sigmund-Freud-Institut lehrte. Sie war – wie ihr Ehemann – auch in der Lehranalyse tätig. Das Forscherpaar verfasste das Buch Die Unfähigkeit zu trauern. Grundlagen kollektiven Verhaltens (1967). In diesem Werk fragten sie, ob der Mensch nicht „einen der folgenschwersten Fehlwege der Evolution“ darstelle, „durch den das Prinzip des Lebendigen seiner Aufhebung entgegenstrebt“. Die Reaktionen reichten von Empörung bis zur Nachdenklichkeit.
1972 folgte Mitscherlich-Nielsens Publikation Müssen wir hassen?, in der sie ihre eigene Forschungsarbeit behandelte. Einige Jahre später setzte sie sich in ihrem Sammelband Das Ende der Vorbilder (1978) mit der Problematik der Idealisierung auseinander. Dabei vertrat sie die Ausgangsthese: „Wir alle brauchen Ideale, Vorbilder, Ziele, an denen wir uns orientieren, nach deren Verwirklichung wir streben können. Ohne sie sind wir einem Gefühl der Leere ausgesetzt, und das lebendige Interesse an den Dingen der Welt und an unseren Mitmenschen geht verloren.“
Unter Mitscherlich-Nielsens zahlreichen weiteren Veröffentlichungen ragt das Buch Die friedfertige Frau (1985) heraus, in dem sie das Rollenverhalten der Frau in der Politik untersuchte. Als Fortsetzung erschien später das Werk Über die Mühsal der Emanzipation (1990).

### Edition und Praxis, 1982–2012
Ab 1982 gab Mitscherlich-Nielsen die von ihrem Mann gegründete Zeitschrift Psyche heraus.
In ihrer Praxis für Psychoanalyse im Frankfurter Westend, behandelte sie sowohl Frauen wie Männer, die an Aufklärung über ihr Gefühlsleben, über die unbewussten Motive ihrer Verhaltensweisen, das heißt an ihrer individuellen Emanzipation interessiert waren.
1977 hatte sie in der ersten Ausgabe der Frauenzeitschrift Emma öffentlich erklärt: „Ich bin Feministin.“ So definierte sie sich bis ins hohe Lebensalter.
2004 arbeitete die 87-Jährige noch zweimal wöchentlich am Sigmund-Freud-Institut mit Patienten, und hielt bis zu ihrem Tod im Alter von 94 Jahren „gelegentlich Sitzungen“ ab.

### Mitgliedschaften
Margarete Mitscherlich gehörte der Deutschen und der Internationalen Psychoanalytischen Vereinigung an und war Mitglied des PEN-Zentrums Deutschland sowie zeitweise des Beirates des Hamburger Instituts für Sozialforschung. Seit 2004 war Margarete Mitscherlich Mitglied im Kuratorium der Stiftung medico international.

### Auszeichnungen und Ehrungen
- 1982: Wilhelm-Leuschner-Medaille
- 1984: Kulturpreis der Stadt Flensburg, der erstmals einer Frau überreicht wurde. Die damalige Stadtpräsidentin Ingrid Gross charakterisierte Mitscherlich in ihrer Laudatio als ein „Kind des Grenzlandes“.[9]
- 1990: Ehrenplakette der Stadt Frankfurt am Main
- 2001: Großes Verdienstkreuz des Verdienstordens der Bundesrepublik Deutschland – für ihre „Verdienste um das Allgemeinwohl“[10]
- November 2005: Erneute Ehrung durch die Stadt Frankfurt, indem sie den mit 10.000 Euro dotierten Tony-Sender-Preis[11] für ihr jahrelanges frauenpolitisches Engagement und ihren Einsatz für die Gleichberechtigung erhielt. Die Laudatio sprach Alice Schwarzer.[12][13]
- 2013 wurde im Frankfurter Westend eine Grünfläche nach den Eheleuten Mitscherlich in „Mitscherlichplatz“ benannt.

## Kritik
Die Politikwissenschaftlerin Ljiljana Radonić schreibt, dass Mitscherlich Frauen in ihrem Buch Die friedfertige Frau einseitig als Opfer des Nationalsozialismus darstelle und ausgerechnet jene Schuldabwehr anwende, die sie in der Unfähigkeit zu trauern ausführlich reflektiert hatte. In ihrem Werk Die friedfertige Antisemitin „widerlegt Radonic Margarete Mitscherlichs Thesen vom Opfer-Mythos und der friedfertigen Natur ‚der Frau‘, welche als beispielhaft für den Umgang der Frauenbewegung mit der Rolle ‚der Frau‘ im NS und ihrem Antisemitismus gelten können …“. Weiter meint Radonic in ihrer Studie, dass die autoritäre Persönlichkeit im Grunde geschlechtlich undefiniert gefasst werden müsse, denn sowohl Männer als auch Frauen mit autoritärer Persönlichkeitsstruktur rebellierten konformistisch und projizierten verdrängte Regungen auf Outgroups. So sei etwa auch die Funktionsweise des Antisemitismus bei Männern und Frauen grundsätzlich gleich.
Der Soziologe Gerhard Amendt kritisierte den fehlenden wissenschaftlichen Nachweis von Mitscherlichs Thesen und erklärte den Erfolg des Buches damit, dass es „dem inneren Wunsch der meisten Frauenbewegten, dass es doch so sein möge“, entsprochen habe.
Die Psychoanalytikerin Gabriele Baring wirft dem Buch "Die Unfähigkeit zu trauern" vor, zu einseitig die Trauer um die Opfer in den Vordergrund zu stellen. Während die Nazis zweifellos großes Unrecht begangen hätten, verhindere die bis heute weit verbreitete Sicht des Buches, angemessen um die von vielen Deutschen erlittenen Traumata zu trauern: "Es ist ein großes Hindernis für unsere seelische Entwicklung und für die Zukunft unseres Landes, dass wir uns bis zum heutigen Tag nicht auch als Opfer anerkennen dürfen, die schuldige wie unschuldige Deutsche erleiden mussten."

## Interviews
- Guido Mingels: Margarete Mitscherlich, Teil 1. (Memento vom 4. Oktober 2007 im Internet Archive) In: Das Magazin, 11. Mai 2007, Zürich, in vier Teilen.
- Christine Eichel:  Vorbild um den Preis der Lüge? – Interview über Günter Grass; Cicero. September 2000.
- Lena Prieger und Oliver Das Gupta „Ohne Angst würden wir fett.“ Süddeutsche Zeitung, 13. Juni 2012, abgerufen am 14. August 2020. – Ein Blick auf 60 Jahre Bundesrepublik.
- „Die Radikalität des Alters.“ – Ein Gespräch über ihr Buch Die Radikalität des Alters mit Ingo Kahle, in: Inforadio, 23. September 2010.
- „Gegen die Angst“, letztes Interview mit Margarete Mitscherlich, in: agora42, Ausgabe Alt&Jung, März/April 2012 (abgerufen am 20. Juli 2012).
- Alice Schwarzer: Margarete Mitscherlich, Psychoanalytikerin. Erstveröffentlicht in Emma 7/1985, In: Alice Schwarzer porträtiert Vorbilder und Idole, Kiepenheuer und Witsch, Köln 2003, ISBN 3-462-03341-7, S. 201ff.

## Schriften
- zus. m. Alexander Mitscherlich, Die Unfähigkeit zu trauern. Grundlagen kollektiven Verhaltens; 1967
- zus. m. Alexander Mitscherlich, Die Idee des Friedens und die menschliche Aggressivität; 1969
- zus. m. Alexander Mitscherlich, Eine deutsche Art zu lieben; 1970
- Müssen wir hassen?; 1972
- Das Ende der Vorbilder; 1978
- Die friedfertige Frau; 1985
- Die Zukunft ist weiblich; 1987
- Erinnerungsarbeit; 1987
- Über die Mühsal der Emanzipation; 1990
- Wir haben ein Berührungstabu: M. M. und Brigitte Burmeister, 1991, Hamburg, KleinVerlag, ISBN 3-922930-03-4
- Das Ende der Vorbilder. Vom Nutzen und Nachteil der Idealisierung., Überarb. Neuausg. (Oktober 1990)
- Erinnerungsarbeit – Zur Psychoanalyse der Unfähigkeit zu trauern. Frankfurt am Main 1993
- Autobiografie und Lebenswerk einer Psychoanalytikerin, Picus Verlag, ISBN 3-85452-518-4, 2006
- Eine unbeugsame Frau. Im Gespräch mit Kathrin Tsainis und Monika Held. Diana Verlag 2007
- Die Radikalität des Alters. Einsichten einer Psychoanalytikerin. 5. Aufl., Fischer, Frankfurt am Main 2010, ISBN 978-3-10-049116-9
- Eine Liebe zu sich selbst, die glücklich macht. Fischer, Frankfurt am Main 2013. ISBN 3-596-19654-X[19]

## Filme
- Mit Streit und Seele. Die Psychoanalytikerin Margarete Mitscherlich. Dokumentarfilm, Deutschland, 1998, 43:30 Min., Buch und Regie: Helga Dierichs, Produktion: hr, Inhaltsangabe von ARD.
- Geistesgegenwart – Die Psychoanalytikerin Margarete Mitscherlich. Dokumentarfilm, Deutschland, 2005, 45 Min., Buch und Regie: Birgit Schulz, Produktion: Bildersturm, arte, WDR, Inhaltsangabe.

## Hörfunk
- Hellfried Brandl: Mitscherlich-Nielsen über die Aufarbeitung des Nationalsozialismus. In: Journal-Panorama. ORF, 29. August 1989, abgerufen am 1. August 2021 (ab 21:10).